# Шубинка (приток Бехтемира)
Шубинка — река в России, протекает по Бийскому району Алтайского края. Устье реки находится в 41 км по левому берегу реки Бехтемир. Длина реки составляет 13 км.

## Данные водного реестра
По данным государственного водного реестра России относится к Верхнеобскому бассейновому округу, водохозяйственный участок реки — Бия, речной подбассейн реки — Бия и Катунь. Речной бассейн реки — (Верхняя) Обь до впадения Иртыша.